# آدم به آدم
آدم به آدم یا قرنطینه نام یک مجموعه تلویزیونی ایرانی به کارگردانی «پرویز صیاد» است که در ادامهٔ سریال «اختاپوس» ساخته شد و از تلویزیون ملی ایران پخش گردید.

## خلاصه داستان
این مجموعه تلویزیونی، دنبالهٔ سریال اختاپوس است. اعضای انجمن منحل شدهٔ «اختاپوس» بار دیگر گرد هم می‌آیند و انجمنی تشکیل می‌دهند تا یک شوی تلویزیونی تهیه کنند. «حسن بلژیکی» با گشایش دفتر یک کارآگاه خصوصی در ایران، طرحی نو ارائه می‌دهد و …

## بازیگران و عوامل تولید

### بازیگران
- پرویز صیاد در نقش «حسن بلژیکی»
- پرویز فنی‌زاده
- جهانگیر فروهر
- مری آپیک
- نوذر آزادی
- صادق بهرامی
- جهانگیر صمیمی‌فرد
- محمد گودرزی

### عوامل تولید
- تهیه‌کننده، نویسنده و کارگردان هنری: پرویز صیاد
- کارگردان تلویزیونی: کامبیز آزردگان
- تصویربرداران: احمد ابراهیمی، محمدعلی خیاطان، دانش صدیق، شهبازی
- تعداد قسمت‌ها: ۷ قسمت
- سال تولید و پخش: ۱۳۵۴–۱۳۵۳
- محصول: تلویزیون ملی ایران